# Ruiterstandbeeld koningin Wilhelmina (Amsterdam)

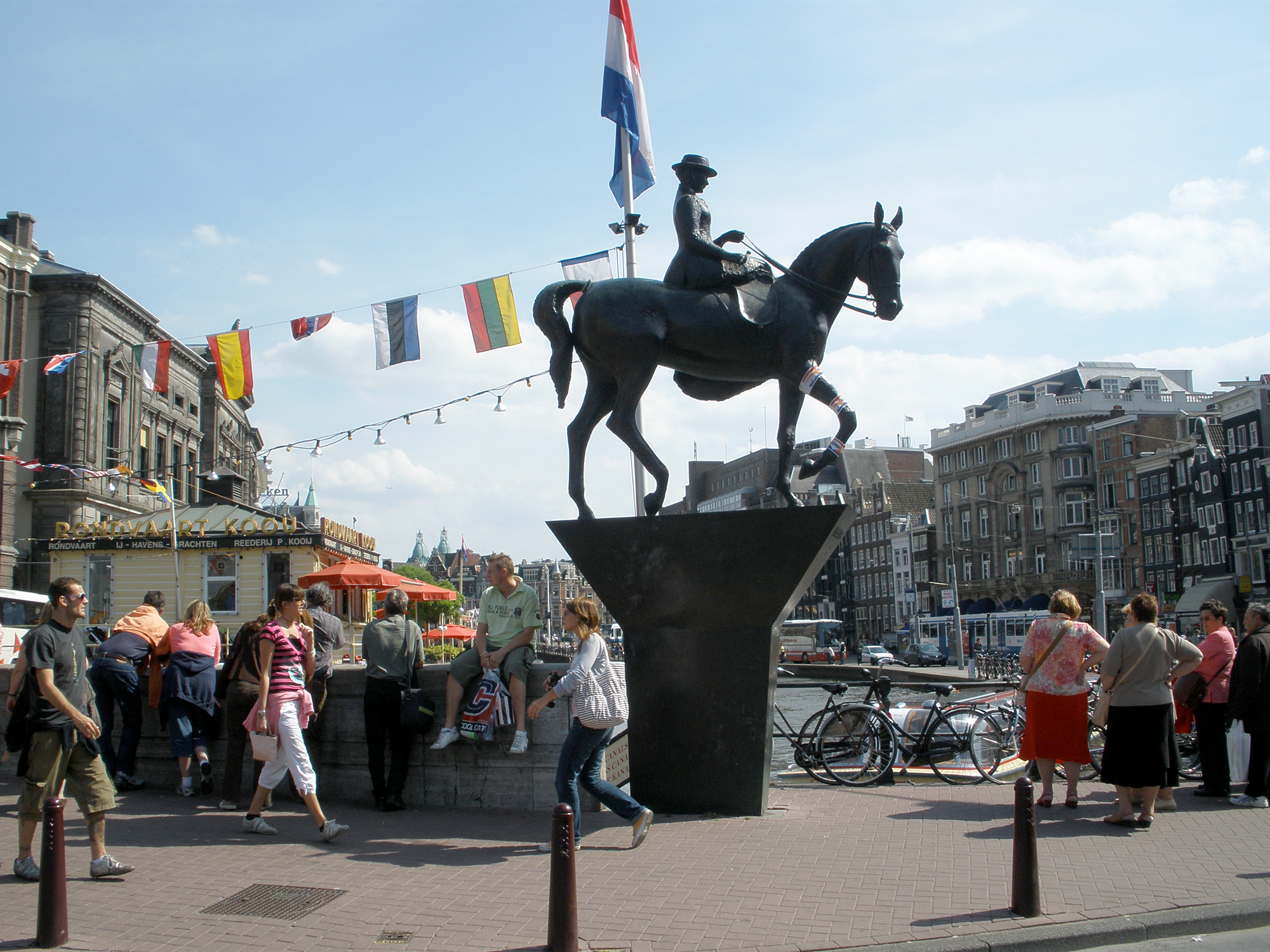
Ruiterstandbeeld van koningin Wilhelmina (foto 2008)

Het Ruiterstandbeeld van koningin Wilhelmina staat op het Rokin in Amsterdam op de hoek van de Langebrugsteeg. Het beeld, kortweg Wilhelmina te paard, is gemaakt van brons door de kunstenares Theresia R. van der Pant. Op de eveneens bronzen sokkel - naar een ontwerp van architect Karel Sijmons - staat geschreven: Wilhelmina 1880 - 1962.
Het beeld kwam tot stand op initiatief van het Contactorgaan Vrouwenorganisaties Amsterdam (COVA). De kosten van deze onderneming (ruim 130.000 gulden) werden opgebracht door de Amsterdamse bevolking via Contactorgaan Vrouwenorganisaties Amsterdam. 
Aanvankelijk was het de bedoeling dat de koningin zou worden afgebeeld zittend achter de microfoon van Radio Oranje. Theresia van der Pant voelde daar niet voor en vervaardigde een beeld van jonge vorstin, gezeten te paard. Van der Pant koos hiervoor omdat er recent al beelden waren onthuld van de standvastige, oudere Wilhelmina als dat van Charlotte van Pallandt in Rotterdam Ook speelde mee dat Van der Pant vooral bekend was als beeldhouwer van dieren. Overigens kreeg Van der Pant veel assistentie van Wilhelmina's dochter, koningin Juliana die haar onder meer hielp bij het bepalen van de kleding die Wilhelmina zou moeten dragen.
Als standplaats voor het beeld was in eerste instantie gedacht aan het Damrak, maar omdat het beeld groter uitviel dan aanvankelijk gedacht, werd het in 1972 op het Rokin geplaatst. De onthulling, op 17 mei van dat jaar, vond plaats in aanwezigheid van koningin Juliana en burgemeester Samkalden.
Het beeld werd in 2025 besproken in de rubriek Blikvangers van Het Parool. Daarbij werd geconstateerd dat Van der Pants liefde voor dieren duidelijk zichtbaar is (het paard zou de blikvanger zijn). Wilhelmina is ook anders afgebeeld dan gangbaar; in plaats van een stevige en standvastige vrouw, is ze hier sierlijk haast fragiel in amazonezit op het paard afgebeeld. Zadel en stijgbeugels zijn niet te zien. Van der Pant was er zelf overigens ook niet lovend over: “het is geen meesterwerk”, aldus Het Parool. 